# Логистична функция
Логистичната функция (също логистична крива) е често използвана сигмоидна функция с уравнение:
{\displaystyle f(x)={\frac {L}{1+e^{-k(x-x_{0})}}}},
където
{\displaystyle x_{0}} е стойността на {\displaystyle x} за средната точка на функцията,
{\displaystyle L} е максимумът на стойностите на функцията,
{\displaystyle k} е параметър на степента на нарастване на кривата.
Логистичната крива е симетрична спрямо {\displaystyle x_{0}} и е дефинирана в интервала от {\displaystyle -\infty } до {\displaystyle +\infty }, стойностите ѝ клонят към {\displaystyle L} за {\displaystyle x}, клонящо към {\displaystyle +\infty }, и към нула за {\displaystyle x}, клонящо към {\displaystyle -\infty }. Често се използва и опростената стандартна логистична функция с параметри {\displaystyle L=1,k=1,x_{0}=0}.
Логистичната функция се използва в различни области, като биология (особено в екологията), биоматематика, химия, демография, икономика, математическа психология, социология.